# اوربانوو
اوربانوو (به لاتین: Urbanov) یک منطقهٔ مسکونی در جمهوری چک است که در شهرستان ییهلاوا واقع شده‌است.
 اوربانوو ۳٫۳۷ کیلومتر مربع مساحت و ۱۲۷ نفر جمعیت دارد و ۵۴۸ متر بالاتر از سطح دریا واقع شده‌است.